# Wasilij Kurczinski

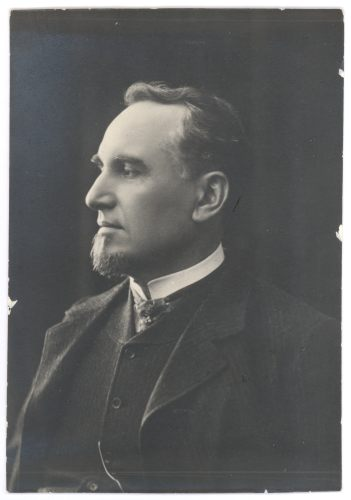
Wassilij Kurczinski

Wasilij Pałładijewicz Kurczinski (ros. Василий Палладиевич Курчинский, ur. 23 marca 1855, zm. 1919) – rosyjski lekarz fizjolog, profesor Uniwersytetu Kijowskiego i Uniwersytetu Jurjewskiego.
Ukończył gimnazjum w Kamieńcu Podolskim, następnie studiował w Petersburskim Instytucie Technologicznym i Uniwersytecie w Sankt Petersburgu. W 1882 roku ukończył studia na Akademii Medyko-Chirurgicznej w Sankt Petersburgu. W 1890 został prosektorem na Uniwersytecie Kijowskim, od 1892 roku wykładał fizjologię na wydziale matematyczno-fizycznym uniwersytetu. Od 1896 do 1918 roku wykładał na Uniwersytecie Jurjewskim.

## Wybrane prace
- К терапии дифтерита и жаб. Врач, 1888
- Рабы-повелители (Этюд по вопросам врачеб. быта). Чернигов: журн. "Зем. врач", 1889
- Рафания в Остерском уезде (Черниговской губернии) в 1887 году. Земский врач, 1890
- О поперечной возбудимости мышцы. Киев, 1891
- Способ отделения спорыньи от зернового хлеба. Земледелие, 1892
- О способе отделения спорыньи от зернового хлеба. Киев, 1893
- Электрический термостат. Врач, 1892
- Zur Frage der queren Muskelerregbarkeit. Archiv für Physiologie 1895, 5-52, 1895